# Julián Biel
Julián Biel Gómez (Saragossa, 7 de gener de 1869 – Barcelona, 5 d'agost de 1948) fou un tenor espanyol.

## Biografia
Pastisser d'ofici en la seva joventut, la bella veu que posseïa el motivà a estudiar la música; formà part d'alguns orfeons i entrà en el cor del Teatro Real (Madrid) (1898). La marquesa de Villamejor li atorgà la seva protecció, mercès a la qual estudià cant amb el cèlebre baríton Antonio Cotogni, que, retirat de l'escena, es dedicava a l'ensenyança del cant en la capital d'Espanya, debutant en els Jardins del Retiro (1899), Va marxar a Itàlia on debutà el 1900 cantant en el Duse de Bolonya i en el Quirino de Roma, Il trovatore, obra de la que, juntament amb Paoli i el francès Gilion, fou considerat un especialista, fins al punt de fer possible la seva reestrena a La Scala, el febrer de 1902, sota la direcció de Toscanini.
Va recollir aplaudiments en els primers teatres d'Europa i Amèrica mercès a la seva bella veu, timbrada i extensa, a la seva bona escola de cant i a la seva justa expressió dramàtica.
Entre les seves òperes favorites cal citar La Africana, el Samson et Dalila de Camille Saint-Saëns, i molt especialment Carmen de George Bizet, de la que el duet final en feia una autèntica creació.
Va morir a Barcelona el 5 d'agost de 1948, on residia i on exercia de professor de cant.